# 孟宪刚
孟宪刚（1947年—），男，天津人，中华人民共和国政治人物，曾任国有重点大型企业监事会主席。